# Лейтенант
Лейтена́нт (фр. Lieutenant, от лат. locum tenens — «наместник») — чин, воинское звание младшего офицерского состава в вооружённых силах многих государств и стран мира.
Перед воинским званием военнослужащего ВС России, а ранее и СССР, проходящего военную службу в гвардейской воинской части, на гвардейском корабле, добавляется слово «гвардии». К воинскому званию военнослужащего ВС России, имеющего военно-учётную специальность юридического или медицинского профиля, добавляются соответственно слова «юстиции» или «медицинской службы». К воинскому званию гражданина России, пребывающего в запасе или находящегося в отставке, добавляются соответственно слова «запаса» или «в отставке».

## История
Впервые термин появился во Франции в конце X века как «Лейтенант короля» и применялся в отношении лица, выполняющего обязанности самого короля (вместо него) либо в провинции, либо в отношении всего королевства. Активно начал использоваться при Карле V Мудром, который с 1356 по 1358 год был Лейтенантом королевства Франция, во время плена своего отца Иоанна II в Англии. Так же он использовал своих лейтенантов в провинциях, в частности он назначил своего брата Филиппа II Смелого лейтенантом герцогства Бургундия.
Всего существует 13 случаев, когда по тем или иным причинам замещали короля Франции. Так в 1626 году лейтенантом короля Франции был назначен кардинал-герцог Ришельё, что давало ему право выступать от имени короля.
В дальнейшем распространился на многие государственные должности и стал широко применяться, но первое время термин не употреблялся отдельно и всегда был приставкой к должности кого заменяли.
Так генерал-лейтенант замещал (выполнял обязанности) капитан-генерала (общего капитана или капитана всех рот), затем когда роты стали входить в состав полков, то генерал-лейтенант замещал (выполнял обязанности) генерал-полковника (общего полковника или полковника всех полков, который при этом был капитаном всех рот).
Соответственно лейтенант-полковник замещал (выполнял обязанности) полковника (которым являлся общий полковник) и являлся фактическим командиром полка.
А соответственно капитан-лейтенант замещал (выполнял обязанности) капитана (которым являлся капитан-генерал или генерал-полковник) и являлся фактическим командиром роты.
В XIV веке термином капитан заменили название баннерета (banneret, букв. «знамённый», ср. «хорунжий»), т. е. командира роты рыцарей, а термином шевалье заменили название башелье, обозначавшее рыцаря, командующего «копьем», которое состояло из самого рыцаря, оруженосца, кутильера, двух лансеров, 2-4 лучников и так далее. С конца XV века слово «лейтенант» стало обозначать шевалье, при этом поменял своё первоначальное значение и начал выполнять обязанности сержанта (заместителя командира роты, а во флоте — заместителей капитана корабля). Долгое время первым лейтенантом роты был майор роты, которым обычно был командир роты, но затем из штата роты эта должность пропала, а её обязанности полностью перешли к унтер-офицерам.
Со второй половины XVII века во Франции и других государствах и странах лейтенант — воинский чин или звание в армии и на флоте и уже не является должностью.
В Российской империи с 1701 года по 1917 год чин лейтенанта существовал только на императорском флоте, в других родах оружия ему соответствовали разные чины. Это вызвано тем, что чин «лейтенант» в «Табели о рангах» перешёл из X класса в IX в 1885 году. В Русской армии (кроме кавалерии и гвардии) ему соответствовали чины: «капитан-поручик» (1730—1797), «штабс-капитан» (1797—1884), «поручик» (1884—1885) и снова «штабс-капитан» (1885—1906, с 1912 года).

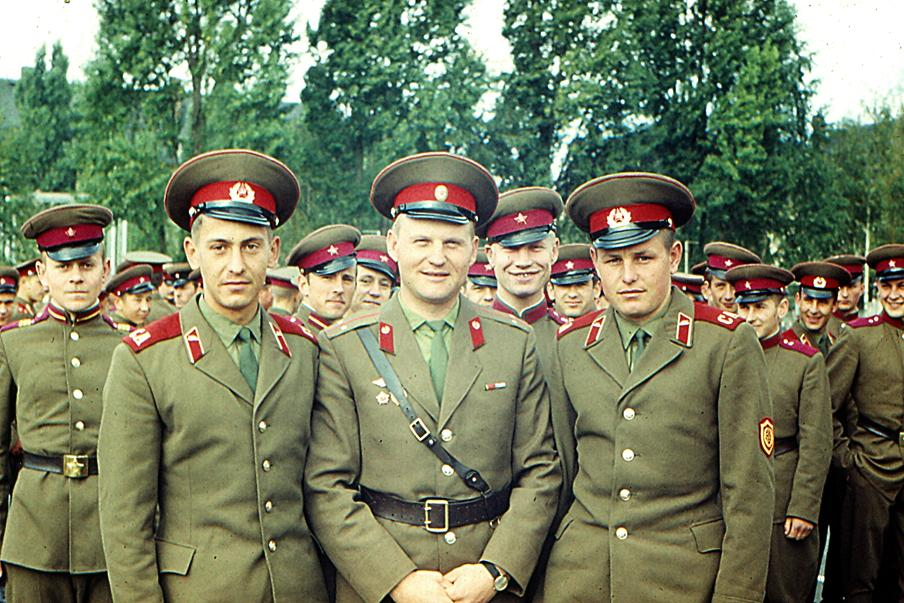
Гвардии лейтенант Дорофеев А. А. командир разведроты 67-го гв. мотострелкового полка (Гримма, ГДР), ГСВГ ВС СССР, 1970 год

В Вооружённых силах СССР (затем — в Вооружённых Силах Российской Федерации) звание лейтенант введено во всех родах войск Постановлением ЦИК и СНК СССР от 22 сентября 1935 года.
Присваивается как офицерское звание военнослужащим, окончившим военные училища, и военнообязанным, прошедшим военную подготовку на военных кафедрах при гражданских вузах, а также в других случаях в соответствии с законом. Младшим лейтенантам звание лейтенант присваивается по истечении установленного срока выслуги при положительной аттестации и соответствующей должности. В гвардейских частях добавляется слово Гвардии (лейтенант).
Современному же лейтенантскому воинскому званию в различных государствах примерно соответствует дореволюционный чин подпоручика, звание второй лейтенант в армии США и в британской армии, звание подпоручик Войска Польского, китайское звание шао вэй (少尉) и арабское звание мулязим.
Является одним из первичных офицерских званий и присваивается приказом Министра обороны гражданам по окончании высшего военного училища (высшего военного учебного заведения, которым может быть военное училище, институт, университет или академия) в России, а ранее в СССР, и вузы, где имеются военные кафедры, факультеты военного обучения, военные учебные центры.
В мотострелковых, танковых войсках, артиллерии, воздушно-десантных, инженерных войсках и так далее по штату лейтенант, окончивший командный ВУЗ, обычно является командиром взвода. Лейтенанты ВМФ, ВВС, ПВО, ВКС и РВСН занимают должности согласно профилю оконченного учебного заведения.

## Образцы знаков различий лейтенанта (ОФ-1б)[неизвестный термин]в РИА, ВС Союза ССР и ВС России
| Знаки различия           | РИА                  | РИФ             | РККА ВС Союза ССР           | РККА ВС Союза ССР             | РККА ВС Союза ССР          | РККА ВС Союза ССР              | РККА ВС Союза ССР              | Советская армия ВС Союза ССР | Советская армия ВС Союза ССР | Советская армия ВС Союза ССР | Советская армия ВС Союза ССР | Советская армия ВС Союза ССР |
| ------------------------ | -------------------- | --------------- | --------------------------- | ----------------------------- | -------------------------- | ------------------------------ | ------------------------------ | ---------------------------- | ---------------------------- | ---------------------------- | ---------------------------- | ---------------------------- |
| Погон или петличный знак |                      |                 |                             |                               |                            |                                |                                |                              |                              |                              |                              |                              |
|                          |                      |                 |                             |                               |                            |                                |                                |                              |                              |                              |                              |                              |
|                          | Подпоручик (до 1917) | погон (до 1917) | Командир взвода (1919—1924) | петличный знак К3 (1924—1935) | петличный знак (1935—1943) | петличный знак БТВ (1935—1943) | петличный знак ВВС (1935—1943) | СВ (1943—1955)               | полевой (1943—1955)          | ВМФ (1943—1955)              | парадный СВ (1955—1991)      | BBC (1955—1991)              |

| Чин                       | Российская Федерация      | Российская Федерация                | Российская Федерация | Российская Федерация   | Российская Федерация            | Российская Федерация           | Российская Федерация       | Российская Федерация  | Российская Федерация        | Российская Федерация    | Российская Федерация  | Российская Федерация | Российская Федерация |
| ------------------------- | ------------------------- | ----------------------------------- | -------------------- | ---------------------- | ------------------------------- | ------------------------------ | -------------------------- | --------------------- | --------------------------- | ----------------------- | --------------------- | -------------------- | -------------------- |
| Погон или нарукавный знак |                           |                                     |                      |                        |                                 |                                |                            |                       |                             |                         |                       |                      |                      |
|                           | Погон ВДВ, КВ (1994—2010) | … парадный ВВС, ВДВ, КВ (1994—2010) | … ВВС (1994—2010)    | … СВ, РВСН (1994—2010) | … парадный СВ, РВСН (1994—2010) | … повседневный ВМФ (1994—2010) | … парадный ВМФ (1994—2010) | … полевой (1994—2010) | … повседневный ВМФ (с 2010) | … парадный ВМФ (с 2010) | … нарукавный знак ВМФ | … полиции СМВЧ       | … ВВ МВД             |

| Младшее воинское войсковое и корабельное звание: Младший лейтенант | Лейтенант | Старшее воинское войсковое и корабельное звание: Старший лейтенант |